# Yumiko Takahashi
 (novembre 2024).
Si vous disposez d'ouvrages ou d'articles de référence ou si vous connaissez des sites web de qualité traitant du thème abordé ici, merci de compléter l'article en donnant les références utiles à sa vérifiabilité et en les liant à la section « Notes et références ».
Pour les articles homonymes, voir Takahashi.
Yumiko Takahashi (高橋由美子, Takahashi Yumiko, née le 7 janvier 1974 au Japon) est une actrice et ex-chanteuse, qui débute en tant qu'idole japonaise en 1989, tourne dans de nombreuses séries TV, films, comédies musicales, publicités, et sort une dizaine d'albums dans les années 1990. Elle interprète notamment le rôle d'Akemi (Charlotte) dans l'adaptation de la série manga et anime Maison Ikkoku (Juliette je t'aime) en 2007.

## Discographie
Albums
Les dix albums de Yumiko Takahashi sont :
- Scarlet - 1990
- PEACE! - 1991
- Dream - 1992
- Paradise - 1992
- Reality - 1993
- Prelude - 1993
- Tenderly - 1994
- Working on Xmas Day - 1994 (mini-album)
- 万事快調 - 1996
- 気分上々 - 1997

compilations
- Steps - 1993
- For BOYS - 1995
- For GIRLS - 1995

## Liens
- (ja) Blog officiel
- (en) Fiche sur Jdorama
- (ja) Fiche officielle, filmo et discographie sur le site de la Toho

- Site officiel
- Ressources relatives à la musique :   - Discogs
  - MusicBrainz
  - VGMDb
- Ressource relative à l'audiovisuel :   - IMDb
- Notices d'autorité :   - VIAF
  - Japon